# Munday (Teksas)
Munday je grad u američkoj saveznoj državi Teksas. Prema popisu stanovništva iz 2010. u njemu je živjelo 1.300 stanovnika.